# Ihar Sokał
Ihar Siarhiejewicz Sokał (biał. Ігар Сяргеевіч Сокал; ros. Игорь Сергеевич Сокол, Igor Siergiejewicz Sokoł; ur. 4 marca 1962 w Mołodecznie) – białoruski urzędnik i dyplomata. Ambasador Białorusi w Uzbekistanie w latach 2008–2013, Szef Urzędu Rady Ministrów Republiki Białorusi w latach 2015–2016 oraz ambasador Białorusi w Ukrainie w latach 2016–2023. Opuścił Ukrainę w marcu 2022 roku, po rozpoczęciu rosyjskiej inwazji wspieranej przez Białoruś.

## Życiorys
Ihar Sokał urodził się 4 marca 1962 roku w Mołodecznie.
W 1983 roku ukończył Kijowską Ogólnowojskową Wyższą Szkołę Dowódczą. W 1995 roku został absolwentem Wydziału Prawa Kijowskiego Uniwersytetu Narodowego im.Tarasa Szewczenki, a w 2000 roku ukończył Akademię Zarządzania przy Prezydencie Republiki Białorusi z dyplomem ze tekst=stosunków międzynarodowych.
W latach 1983–2000 służył w Armii Radzieckiej, a następnie Siłach Zbrojnych Republiki Białorusi. Później pracował w Urzędzie Rady Ministrów Republiki Białorusi; od 25 marca 2003 roku do 29 października 2004 roku jako zastępca szefa głównego wydziału współpracy międzynarodowej i handlu i kierownik wydziału współpracy międzynarodowej. Następnie od 29 października 2004 roku do 28 kwietnia 2008 roku był Szefem Głównej Dyrekcji Współpracy Międzynarodowej i Handlu.
W kwietniu 2008 roku został mianowany ambasadorem Republiki Białorusi w Republice Uzbekistanu. We wrześniu 2013 roku został zwolniony ze stanowiska ambasadora. W latach 2013–2015 był zastępcą szefa Zarządu Głównego ds. Rosji i Państwa Związkowego w Ministerstwie Spraw Zagranicznych Republiki Białorusi. W latach 2015–2016 był Szefem Urzędu Rady Ministrów Republiki Białorusi.
13 czerwca 2016 roku Ihar Sokał został mianowany ambasadorem Republiki Białorusi w Ukrainie. W 2019 roku doszło do ocieplenia stosunków białorusko-ukraińskich. 31 lipca 2019 roku prezydent Ukrainy Wołodymyr Zełenski w rozmowie z prezydentem Białorusi Alaksandrem Łukaszenką pogratulował mu udanej organizacji igrzysk europejskich w Mińsku. Docenił także białoruskie próby utworzenia platformy dialogu w celu uregulowania wojny w Donbasie. Łukaszenka złożył Zełenskiemu gratulacje z okazji wygranych wyborów prezydenckich i parlamentarnych. 4 października 2019 roku podczas II Forum Regionów Białorusi i Ukrainy w Żytomierzu doszło do spotkania obu przywódców. Zełenski zapewnił o bliskości i przyjaznych stosunkach obu narodów, a Łukaszenka stwierdził, że Ukraina nigdy nie będzie miała problemów z granicą białoruską. W czasie forum zawarto także kontrakty gospodarcze na kwotę 500 mln USD.
24 lutego 2022 roku rozpoczęła się inwazja Rosji na Ukrainę. Działania na kierunku kijowskim i czernihowskim były możliwe dzięki przekroczeniu przez wojska rosyjskie granicy białorusko-ukraińskiej. 19 marca 2022 roku ambasador Sokał opuścił terytorium Ukrainy. Na przejściu granicznym Mohylów Podolski oficer Państwowej Służby Granicznej Ukrainy na polecenie gen. Serhija Dejneki usiłował wręczyć ambasadorowi woreczek z monetami symbolizującymi trzydzieści srebrników przeznaczonych dla przewodniczącego Państwowego Komitetu Granicznego Republiki Białorusi gen. Anatolija Łapy, który w ocenie Dejneki zdradził Ukrainę i wymierzył jej „cios w plecy”. Generał Łapo miał wcześniej przysiąc na honor oficerski, że nie pozwoli armii rosyjskiej zaatakować Ukrainy z terytorium swojego kraju.
W czasie sprawowania przez Ihara Sokała funkcji ambasadora Białorusi w Ukrainie stosunki białorusko-ukraińskie uległy gwałtownemu pogorszeniu. Odsetek Ukraińców pozytywnie odnoszących się do Białorusi spadł z 84% w grudniu 2018 roku do 12% w marcu 2023 roku. Pozytywny stosunek do prezydenta Alaksandra Łukaszenki, który był najlepiej ocenianym zagranicznym przywódcą wśród ukraińskiego społeczeństwa, spadł z 66% w listopadzie 2019 roku do 3% w marcu 2023 roku. Według Ministerstwa Spraw Zagranicznych Ukrainy od 2020 roku „dialog polityczny między Ukrainą a Republiką Białorusi jest skutecznie blokowany”. 19 października 2023 roku Alaksandr Łukaszenka odwołał Ihara Sokała z funkcji ambasadora Białorusi w Ukrainie.
Żonaty, ma syna.

## Odznaczenia[1]
- Medal „Za nienaganną służbę” II stopnia (1999)
- Gramota Pochwalna Rady Ministrów Republiki Białorusi (dwukrotnie; 2012, 2016)